# ティールマン・スザート
ティールマン・スザート（Tielman Susato、或いはTylman Susato, 1500年頃 - 1562年頃）は、ルネサンス期の作曲家であり、アントウェルペンにおける器楽奏者、出版業者である。彼の誕生の地は不明だが、一部の研究者は、彼の名前の「スザート」が「ゾーストの」を意味していることから、彼がヴェストファーレンのゾースト出身かもしれないと主張している。
若い頃の彼についてはあまり明らかになっていないが、1530年頃より、アントウェルペンに於ける様々な歴史的文書の記述に器楽奏者（彼はトランペット、フルート、テナーパイプを所有していた。）であると同時にカリグラファーとしての姿を現し始める。1543年から死ぬまで彼は楽譜出版者として働き、オランダにおける最初の音楽出版社を創立した。それ以前は、出版は主にイタリア、フランス、ドイツで行われていた。それから間もなくルーヴェンのピエール・ファレーズと同じくアントウェルペンのクリストファー・プランタンが加わり、ネーデルランドはその地方に於ける音楽出版の中心地となった。スザートは楽器商も営んでいた可能性がある。彼は幾度か他の出版業者と組合を形成しようと試みたが、全て失敗に終わった。彼の死後、1561年から1564年の間で、時折彼の息子はその出版業を受け継いでしていたが、1564年に亡くなった。
彼は熟達した作曲家でもあった。彼はいくつかのミサ曲やモテット（それらは当時の典型的な模倣的な対位法で書かれた）の曲集を執筆、出版した。彼は、子供やアマチュアの歌い手向けのシャンソン集（二声か三声ほどで書かれている）も2つ書いた。